# Tetragnatha elongata undulata
Tetragnatha elongata undulata is een spinnenondersoort in de taxonomische indeling van de strekspinnen.
Het dier behoort tot het geslacht Tetragnatha. De wetenschappelijke naam van de soort werd voor het eerst geldig gepubliceerd in 1877 door Thorell.